# Jesús Sanoja Hernández
Jesús Sanoja Hernández (Tumeremo, Estado Bolívar, 27 de junio de 1930-Caracas, Venezuela, 9 de junio de 2007) intelectual venezolano. Perteneció al grupo literario Tabla Redonda y se dedicó a la investigación y a publicar en la prensa.

## Biografía
Cursó primaria en la Escuela Federal Graduada Piar de Tumeremo y la secundaria en los liceos Aplicación y Fermín Toro de Caracas entre 1944 y 1948. Hizo vida literaria y periodística durante sus estudios. 
En 1949 ingresó en la Universidad Central de Venezuela en la Escuela de Economía. Tuvo que interrumpir sus estudios luego de cuatro prisiones (1949, 1950, 1951, 1952), debido a sus actuaciones en la vida política de entonces y a su adscripción al Partido Comunista de Venezuela.
Entre 1952 y 1956 estuvo desterrado en México, donde continuó sus estudios de economía. Además, en la Ciudad de México fue redactor de Noticias de Venezuela, allí publicó innumerables artículos y notas político-económicas. Colaboró ocasionalmente con las revistas Nuestro tiempo y Principios, publicadas en Santiago de Chile (1954-55). También en México escribió varios artículos sobre materia petrolera en la revista Al día (1954-55). 
Regresó a Venezuela en 1956 e inició estudios en la Escuela de Letras de la UCV y los concluyó en 1962, tras una suspensión causada por las luchas políticas y el desempeño de cargos directivos estudiantiles. 
Dio clases en el Centro de Estudios Literarios de la UCV (hoy día Instituto de Investigaciones Literarias de la Facultad de Humanidades y Educación), también fue investigador y trabajó en la antología poética comentada titulada Caracas en la poesía (libro inédito). Dictó cátedra de Corrientes literarias en la Escuela de Letras (1967-1969) y cátedra de Literatura venezolana, Seminario sobre partidos políticos y Literatura contemporánea en la Escuela de Comunicación Social (1969-1972). Y enseñaba, por otra parte, el curso itinerante de Literatura carcelaria venezolana. 
Con la caída de la dictadura de Marcos Pérez Jiménez su actividad se amplió. Entonces fundó y coordinó la importante revista cultural Tabla Redonda (1959-1962), junto con Arnaldo Acosta Bello, Rafael Cadenas, Manuel Caballero, Darío Lancini, Ligia Olivieri, Jesús Fernández Doris y Jesús Enrique Guédez. 
También participó como codirector, junto con Adriano González León, en los 11 números de la revista literaria Letra roja (1964-65). La revista contó con la colaboración de los siguientes escritores: de A. E. Acevedo, Ludovico Silva, José Ignacio Cabrujas, Alfredo Chacón, Héctor Mujica, Orlando Araujo, Irma Acosta, Manuel Caballero, Jaime López-Sanz, Caupolicán Ovalles, entre otros.
Durante toda su vida estuvo vinculado a la publicación periódica. Publicó en diversas columnas bajo seudónimos y bajo su propio nombre. Mantuvo una estrecha relación con el periódico El Nacional.

## Publicaciones

### Columnas y escritos en prensa
- (1956) Publicó artículos en Últimas noticias con el seudónimo de Álvaro Ruiz
- (1957-58) Publicó artículos en Élite acerca del café, Guayana, y México
- (1957-59) Redactor de la página editorial de La Esfera
- (1958-1959 Publicó columna estudiantil con el título “Esta es la Universidad” en
- El Mundo
- (1959-60-62) Redactor de una columna diaria “Sucesos tras sucesos” en Tribuna popular
- (1961) Redactor en La Verdad, periódico clandestino
- (1961-1962) Redactor en La Trinchera, periódico clandestino
- (1962-1963) Mantuvo la columna diaria “El otro yo” en Clarín, sin firma
- (1963) fundador y codirector del suplemento El Venezolano
- (1967-1971) Redactor de la columna “Almacén de antigüedades” en El Nacional,  la con el seudónimo de Edgar Hamilton, a partir de 1972 publica con su nombre
- (1967-1972)  Redactor de la columna “Paradojas” en El Nacional con el seudónimo Rojas Poleo
- (1968-1970) Redactor en la revista Cambio de la sección “Entrevistas imaginarias”, ensayos y artículos
- (1969-1972) Fue colaborador de la revista literaria Papeles
- (1980-2000) Redactor de la columna “Mentiras” en El Nacional
- (1980 a 1990) Colaboró las secciones “Jesús Sanoja Hernández comenta” y “¿Qué pasó en la semana que pasó?” en 2001
- (1990) Redactor de las columnas “En el día de Júpiter” y “Diccionarios” en El Globo

### Revistas - colaboración editorial o redacción
- (1950) Cantaclaro
- (1958-59) Cruz del Sur
- (1959-1962)Tabla redonda
- (1964-1965) Letra roja
- (1973-1974) Summa
- (1979-1981) Respuesta
- (1990) Excelencia
- (1980 a 1990) Bohemia

## Reconocimientos
Recibió la mención honorífica en el Concurso de Poesía José Rafael Pocaterra, 1966, y el Premio Municipal Leoncio Martínez como mejor columnista, 1972. Posteriormente, en 1983, recibió la Orden Andrés Bello por su trabajo periodístico, conferida por la presidencia de la república, Luis Herrera Campins. Y en el año 2000 obtuvo el Premio Monseñor Pellín como personaje de investigación del año, “por su trabajo sistemático y profundo en el estudio de la historia de Venezuela y su difusión a través de los medios impresos”.